# قائمة ولاة مصر في عهد الخلفاء الراشدين

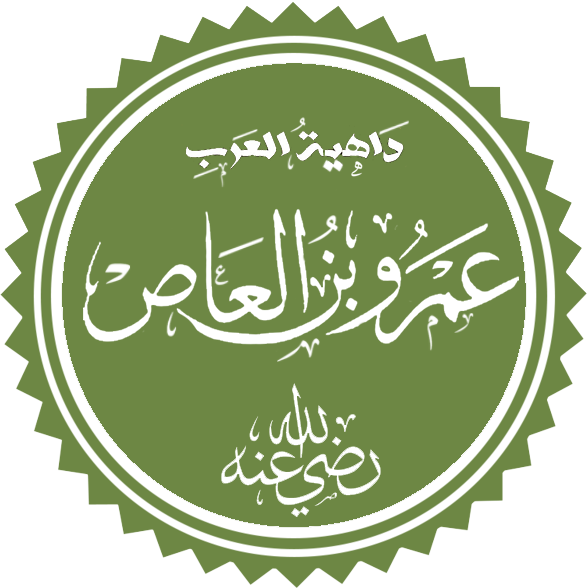
تخطيط اسم الصحابي عمرو بن العاص فاتح مصر وأول ولاتها المسلمين.

ولاة مصر في عهد الخلفاء الراشدين هم حكام مصر الذين عينهم الخلفاء الراشدين بعد الفتح الإسلامي لمصر. شكَّل الفتحُ الإسلامي مصر امتدادًا لِفتح الشَّام، وقد وقع بعد تخليص فلسطين من يد الروم، وقد اقترحهُ الصحابيّ عمرو بن العاص على الخليفة عُمر بن الخطَّاب بِهدف تأمين الفُتوحات وحماية ظهر المُسلمين من هجمات الروم الذين انسحبوا من الشَّام إلى مصر وتمركزوا فيها. ولكنَّ عُمرًا كان يخشى على الجُيوش الإسلاميَّة من الدخول لِأفريقيا ووصفها بأنَّها مُفرِّقة، فرفض في البداية، لكنَّهُ ما لبث أن وافق، وأرسل لِعمرو بن العاص الإمدادات، وقاد عمرو بن العاص في عهد الخليفة عمر بن الخطاب جيشًا إسلاميًا قدِمَ من الشام، فتوجَّه بجيشه صوب مصر عبر الطريق الذي سلكه قبله قمبيز والإسكندر، مُجتازًا سيناء مارًا بِالعريش والفرما. ثُمَّ توجَّه إلى بلبيس فحصن بابليون الذي كان أقوى حُصون مصر الروميَّة، وما أن سقط حتَّى تهاوت باقي الحُصون في الدلتا والصعيد أمام الجُيوش الإسلاميَّة. وقد تمَّ لعمرو بن العاص الاستيلاء على مصر بسقوط الإسكندريَّة في يده سنة 21هـ المُوافقة لِسنة 642م. وعقد مع الروم مُعاهدة انسحبوا على إثرها من البلاد وانتهى العهد البيزنطي في مصر، وإلى حدٍ أبعد العهد الروماني، وبدأ العهد الإسلامي بِعصر الوُلاة؛ وكان عمرو بن العاص أوَّل الولاة المُسلمين. وقام بإنشاء مدينة الفسطاط وأصبحت ولاية إسلامية تابعة للخلافة وقاعدة لانطلاق الفتوحات الإسلامية في شمال إفريقيا.

## القائمة
| الرقم | الوالي                       | سنوات الولاية             | سنوات الولاية                    | سنوات الحياة          | سنوات الحياة           | ملاحظات |
| الرقم | الوالي                       | بداية (هجري / ميلادي)     | نهاية (هجري / ميلادي)            | ميلاد (هجري / ميلادي) | وفاة (هجري / ميلادي)   | ملاحظات |
| ----- | ---------------------------- | ------------------------- | -------------------------------- | --------------------- | ---------------------- | --- |
| 1     | عمرو بن العاص                | 19 هـ / 640م              | 24 هـ / 646م                     | 30 ق هـ / 592م        | 43 هـ / 682م           | صحابي من فرسان قريش وأبطالها في الجاهلية، أسلم سنة 8 هـ. قاد غزوة ذات السلاسل، وولي عُمان لفترة، وكان فاتح قنسرين و‌حلب و‌منبج و‌أنطاكية، ثم ولي فلسطين. وقد كان فاتح مصر، وأصبح واليها بعد فتحها                                                                                 |
| 2     | عبد الله بن أبي السرح        | 24 هـ / 646م              | 35 هـ / 656م                     | 23 ق هـ / 599م        | 35 هـ / 656م           | أسلم يوم فتح مكة، وكان عبد الله بن سعد والياً لعمر بن الخطاب على الصعيد، ثم ولاه عثمان مصر كلها، غزا إفريقية، فقتل جرجير صاحبها. وبلغ السهم للفارس ثلاثة آلاف دينار، وللرجل ألف دينار. ثم غزا ذات الصواري، ثم غزوة الأساود.                                                    |
| 3     | محمد بن أبي حذيفة            | 35 هـ / 656م              | 36 هـ / 657م                     |                       |                        | اغتصب الولاية في مصر أواخر عهد عثمان، لكنه قُتل قي 36 هـ. |
| 4     | قيس بن سعد بن عبادة الأنصاري | صفر 37 هـ / أغسطس 657م    | جُمادى الآخرة 37 هـ / ديسمبر 657م |                       | توفي في آخر عهد معاوية | كان محمد بن أبي حذيفة قد اغتصب الولاية في مصر أواخر عهد عثمان، فلمّا قٌتِل محمد بن أبي حذيفة عين علي قيس بن سعد الأنصاري على ولاية مصر، حتى كتب إليه عليّ: «إني قد احتجت إلى قربك، فاستخلف على عملك وأقدم»، فكان ذلك بمثابة عزله.                                                 |
| 5     | الأشتر مالك بن الحارث النخعي | 37 هـ / 658م              | 37 هـ / 658م                     | 3 ق هـ / 619م         | 37 هـ / 658م           | أرسله علي واليًا على مصر فمات حينما وصل إلى أطراف بحر القلزم، فمات قبل أن يصلها سنة 38 هـ. |
| 6     | محمد بن أبي بكر الصديق       | شعبان 37 هـ / فبراير 658م | صفر 38 هـ / يوليو 658م           | 10 هـ / 631م          | صفر 38 هـ / يوليو 658م | ولاه علي واليًا على مصر بعد وفاة الأشتر النخعي، ثم إن معاوية أعد جيشًا بقيادة عمرو بن العاص فغزا به مصر، ووقعت بينهم وبين محمد بن أبي بكر معارك قوية انتهت بمقتل محمد بن أبي بكر، واستيلاء أجناد معاوية على مصر، وبذلك خرجت مصر من حكم علي بن أبى طالب سنة ثمان وثلاثين للهجرة. |